# Bror Cederström

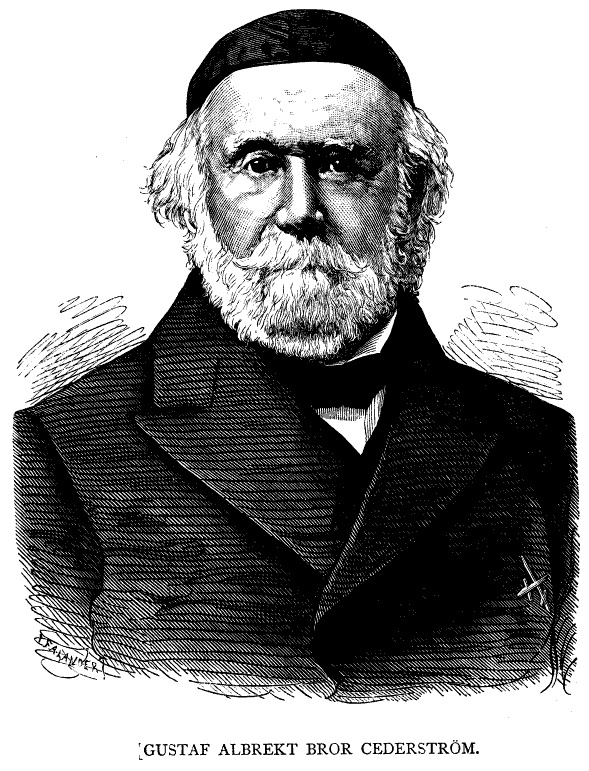
Bror Cederström

Bror Cederström (ur. 21 września 1780 w Signhildsbergu, zm. 21 grudnia 1877 w Jönköping) – szwedzki generał i baron, minister wojny 1840.
Syn generała broni Brora Cederströma (1754-1816). Brał udział w licznych bitwach wojen napoleońskich, m.in.: bitwie pod Großbeeren,  Dennewitz, bitwie pod Lipskiem. 
Został odznaczony Krzyżem Wielkim Orderu Miecza, Królewskim Orderem Serafinów i Wielkiego Krzyża Norweskiego Orderu Świętego Olafa.